# فاین‌پیکس ای۳۵۰
فاین‌پیکس ای۳۵۰ (به انگلیسی: FinePix A350) یک دوربین عکاسی ساخت شرکت فوجی‌فیلم است.